# Anne Dacier

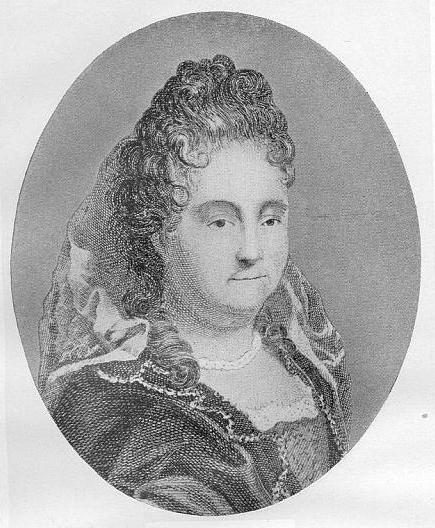
Portretgravure

Anne Dacier, geboren Anne Le Fèvre (Preuilly-sur-Claise, 5 augustus 1647 – Parijs, 17 augustus 1720) was een Frans letterkundige en classica. Ze maakte vooral naam als vertaler en uitgever van Grieks-Latijnse literatuur, maar ze presenteerde ook theorieën over kunst en taal. Hoewel ze tijdens haar leven geprezen werd als een uitzonderlijk erudiete vrouw, raakte ze nadien in de vergetelheid.

## Leven
Anne was een dochter van de geleerde hellenist Tanneguy Le Fèvre, die rond haar geboorte hugenoot werd. Zij groeide op in het protestantse Saumur en kreeg van haar vader dezelfde opleiding in filologie als haar broers, wat hoogst ongebruikelijk was. Op zijn aangeven trouwde ze in 1662 met de uitgever Jean Lesnier, maar het huwelijk was ongelukkig. 
Ze begon een verhouding met André Dacier, die in 1669 naar Saumur was komen studeren onder haar vader. Datzelfde jaar kreeg ze een zoon Taneguy, die na enkele weken stierf. Ze leefde gescheiden van haar man en toen in 1672 ook haar vader overleed, ging ze met André Dacier naar Parijs. Op aanbeveling van Pierre-Daniel Huet kon ze er aan de slag bij het editeren van klassieken ten behoeve van de dauphin. In deze collectie Ad usum Delphini verzorgde ze uitgaven van Florus, Kallimachos, Aurelius Victor en Eutropius, terwijl ze erbuiten de poëzie van Anakreon en Sapfo vertaalde. In Parijs was ze ook bevallen van een meisje, dat na het overlijden van Lesnier in 1675 en haar huwelijk met Dacier in 1683, werd erkend door die laatste.
Het paar had ondertussen Parijs verlaten en was gaan wonen in het Zuid-Franse Castres, waar André vandaan kwam. Aan de vooravond van het Edict van Fontainebleau heerste daar veel geweld tegen protestanten. Onder invloed van de theoloog Eusèbe Renaudot bekeerde het echtpaar Dacier zich in 1685 tot het katholieke geloof, wat hen elk een koninklijk pensioen opleverde. 
Het was in deze periode dat Anne Dacier begon samen te werken met Jean Chapelain, die ze onder meer assisteerde bij zijn edities van klassieke werken. Na verloop van tijd begon ze Franse vertalingen te publiceren met telkens een nauwkeurige inleiding en commentaar. Ze bezorgde onder meer toneelwerk van Aristofanes, Plautus en Terentius, alsook de eerste drie dubbellevens van Ploutarchos. Haar prozavertalingen van de Ilias en de Odysseia van Homeros waren gedurende ruim een halve eeuw de standaard en werden onder meer door Voltaire hoog gewaardeerd.
In de Querelle des Anciens et des Modernes stond ze stevig aan de kant van de klassieken, tegen de roman, de opera en andere nieuwerwetsigheden. Toen Antoine Houdar de la Motte al te veel vrijheden nam met een bewerking van de Ilias, nota bene op basis van haar eigen prozavertaling, ging ze zonder aarzeling de polemiek aan in haar boek over het "bederf van de smaak" (1714). Het debat werd in 1715 beëindigd door toedoen van Claude Buffier, die in zijn werk Homère en arbitrage beide partijen gelijk gaf en hen samenbracht in een gemeenschappelijke liefde voor Homeros. Pas op 5 april 1716 ontmoetten Dacier en La Motte elkaar in persoon op een receptie van de natuurwetenschapper Jean-Baptiste-Henri de Valincour. Naar verluidt brachten ze een toast uit op Homeros. De verzoening verhinderde niet dat ze haar verdediging van Homeros verderzette in een nieuw boek gericht tegen père Hardouin.

## Vertalingen
- Les poésies d'Anacreon et de Sapho (1681)
- Comédies de Plaute (1683), met Amphitryon, Epidicus en Le Câble
- Le Plutus et les Nuées d'Aristophane (1684)
- Les comédies de Térence (1688)
- Réflexions morales de l'empereur Marc Antonin (1691), met André Dacier
- Les Vies des hommes illustres de Plutarque (1694), met André Dacier
- Iliade d'Homère (1699)
- Odyssée d'Homère (1716)

## Publicaties
- Des causes de la corruption du goût (1714)
- Homère défendu contre l'apologie du père Hardouin (1716)

## Voetnoten
1. ↑  Volgens Itti werd ze daarentegen geboren op 5 augustus 1645 in Grandchamp.
2. ↑  Éliane Itti, "Madame Dacier: de la traduction d'Homère à la défense d'Homère" in: La traduction. Sa nécessité, ses ambiguïtés et ses pièges, ed. Michèle Coltelloni-Trannoy, 2015, p. 48-56. DOI:10.4000/books.cths.1047

- Bibsys: 15205
- Biblioteca Nacional de Chile: 000036218
- Biblioteca Nacional de España: XX5786200
- Bibliothèque nationale de France: cb121747468 (data)
- Catàleg d'autoritats de noms i títols de Catalunya: 981058510034806706
- CiNii: DA08081006
- Gemeinsame Normdatei: 118670840
- International Standard Name Identifier: 0000 0001 2282 7058
- KulturNav: bd28f982-0aee-4e2c-a67b-b8a08a92ba44
- Library of Congress Control Number: n85196209
- Nationale Bibliotheek van Tsjechië: mzk2008473380
- Nationale bibliotheek van Australië: 35405090
- Nationale Bibliotheek van Israël: 987007303726705171
- Nationale Bibliotheek van Polen: a0000003442852
- Nederlandse Thesaurus van Auteursnamen: 068584520
- Istituto Centrale per il Catalogo Unico: SBLV195512
- LIBRIS: 259849
- Système universitaire de documentation: 030303508
- Trove: 941119
- Virtual International Authority File: 88047228
- WorldCat: E39PBJxCwq6hWhxq9f9WtxXjmd